# Michael McGlinchey
Pour les articles homonymes, voir McGlinchey.
Michael McGlinchey est un footballeur néo-zélandais né le 7 janvier 1987 à Wellington. Il joue actuellement à Wellington Phoenix FC.
Malgré sa participation à la Coupe du monde de football des moins de 20 ans avec l'Écosse, il choisit de continuer sa carrière sous le maillot des All Whites. Il participa d'ailleurs à la Coupe du monde 2010.

## Palmarès
- Championnat d'Australie : 2013
- Coupe d'Océanie : 2016